# I. e. 92
Évszázadok: i. e. 2. század – i. e. 1. század – 1. század
Évtizedek: i. e. 140-es évek – i. e. 130-as évek – i. e. 120-as évek – i. e. 110-es évek – i. e. 100-as évek – i. e. 90-es évek – i. e. 80-as évek – i. e. 70-es évek – i. e. 60-as évek – i. e. 50-es évek – i. e. 40-es évek
Évek: i. e. 97 – i. e. 96 – i. e. 95 – i. e. 94 –  i. e. 93 – i. e. 92 – i. e. 91 – i. e. 90 – i. e. 89 – i. e. 88 – i. e. 87

## Események

### Róma
- Caius Claudius Pulchert és Marcus Perpernát választják consulnak.
- Cnaeus Domitius Ahenobarbus és Lucius Licinius Crassus censorok fellépnek a retorikai iskolák ellen, mert úgy vélik, hogy káros hatással vannak a közerkölcsre.
- Publius Rutilius Rufust, volt consult és Quintus Mucius Scaevola asiai helytartó legatusát bíróság elé állítják sikkasztás miatt. Bár a vádak hamisak, a lovagokból (akik gyűlölték Rufust, mert fellépett az adószedői visszaélések miatt és nagy anyagi veszteséget okozott ezzel a lovagi rendnek) álló bírói testület bűnösnek nyilvánítja és elkobozza vagyonát.

### Hellenisztikus birodalmak
- A szeleukida belviszályban X. Antiokhosz király elesik a pártusok ellen vívott csatában (más források szerint elűzik és a pártusokhoz menekül). Két trónkövetelő marad: III. Démétriosz és I. Philipposz.

## Születések
- Publius Clodius Pulcher, római politikus
- Liu Ho, kínai császár 27 napig

## Fordítás
- Ez a szócikk részben vagy egészben  a(z)   92 av. J.-C. című francia Wikipédia-szócikk ezen változatának fordításán alapul.  Az eredeti cikk szerkesztőit annak laptörténete sorolja fel. Ez a jelzés csupán a megfogalmazás eredetét és a szerzői jogokat jelzi, nem szolgál a cikkben szereplő információk forrásmegjelöléseként.